# バザール・ド・ラ・シャリテ

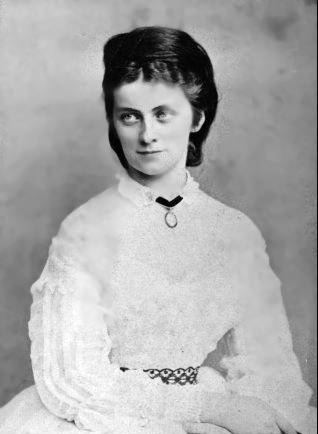
ソフィー・シャルロット

バザール・ド・ラ・シャリテ（仏: Bazar de la Charité）は、1885年からパリでフランスのカトリック貴族が主催していた毎年開催のチャリティー・イベントである。126人（主に貴族女性）が死亡した1897年のバザールでの火災で最もよく知られている。この火災における最も著名な犠牲者は有名なオーストリア皇后エリーザベトの妹でアランソン公爵夫人のソフィー・シャルロットである。

## 1897年の火災

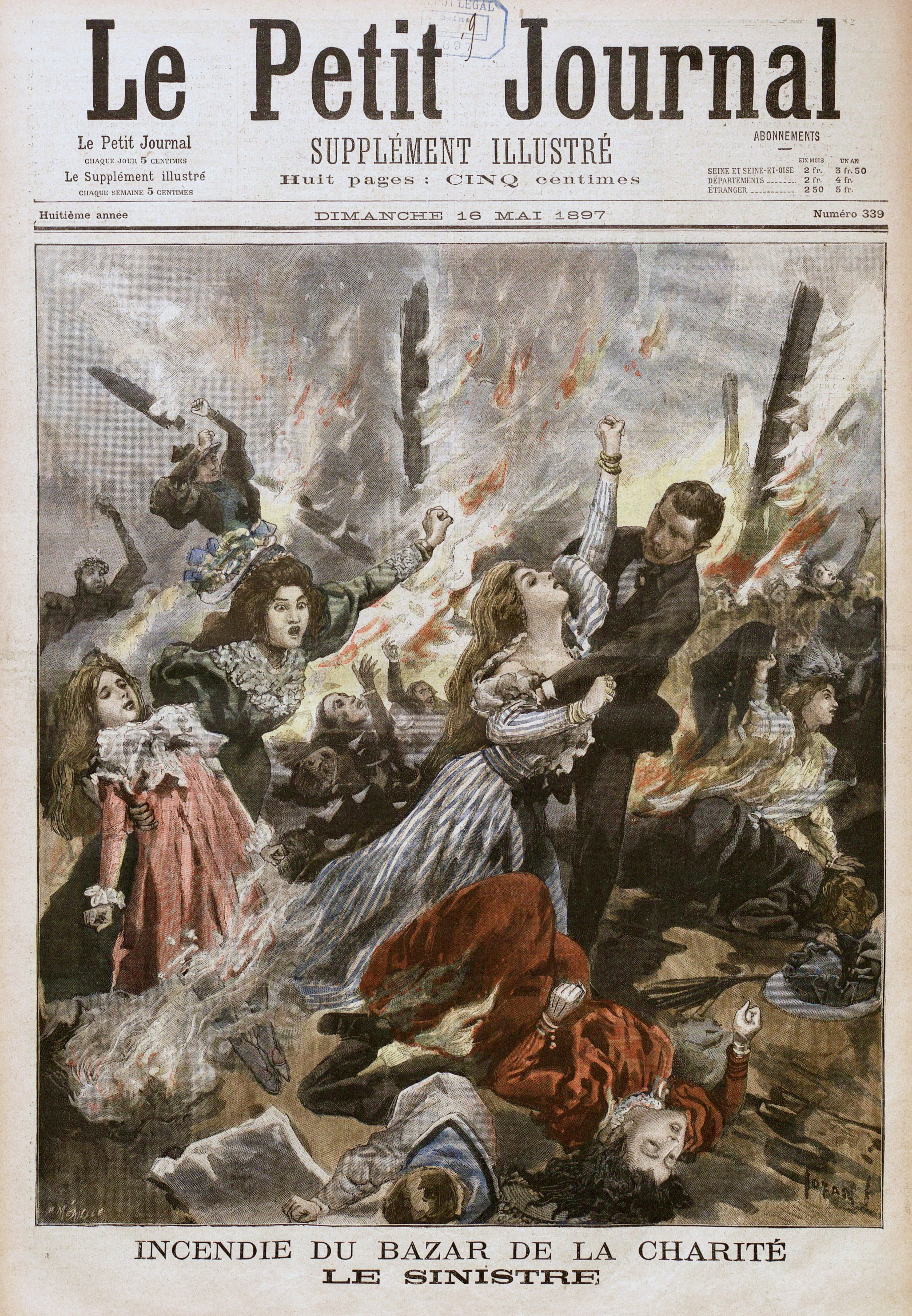
当時の火災の報道記事

1897年、「バザール」はパリ8区ジャン・グージョン通り17番地にある大きな木造の小屋（80メートル×13メートル）で開催された。この小屋の中にはファンタジックな中世の街路が木や厚紙、布、張り子で作られていた。しかし出口は適切にマークされていなかった。これらの条件が重なり惨事に発展したとされる。このバザールの目新しいアトラクションは当時としては新しい光景であった、リュミエール兄弟の技術により投影された動画を鑑賞できる部屋であった。
4日間を予定していたバザールの2日目の5月4日午後に映写技師の装置（電気式ではなくエーテルと酸素を使用）から出火した。それにより発生した火災や群集のパニックにより126人が死亡した（大半が女性貴族）。さらに、200人以上の人々が火災で負傷した。この惨事は国内外で報道された。
中庭を通って逃げていた来訪者の一部はオテル・デュ・パレ (Hôtel du Palais) の料理人と女性支配人、それぞれ M. Gauméry と Mme Roche-Sautier に救助された。彼らはその来訪者たちが厨房の窓を通って隣接する建物へ避難する手助けをした。デンタルレコードを利用した黒焦げの遺体の身元確認は法医歯科学の前史において画期的なことであった。

## 慰めの聖母礼拝堂

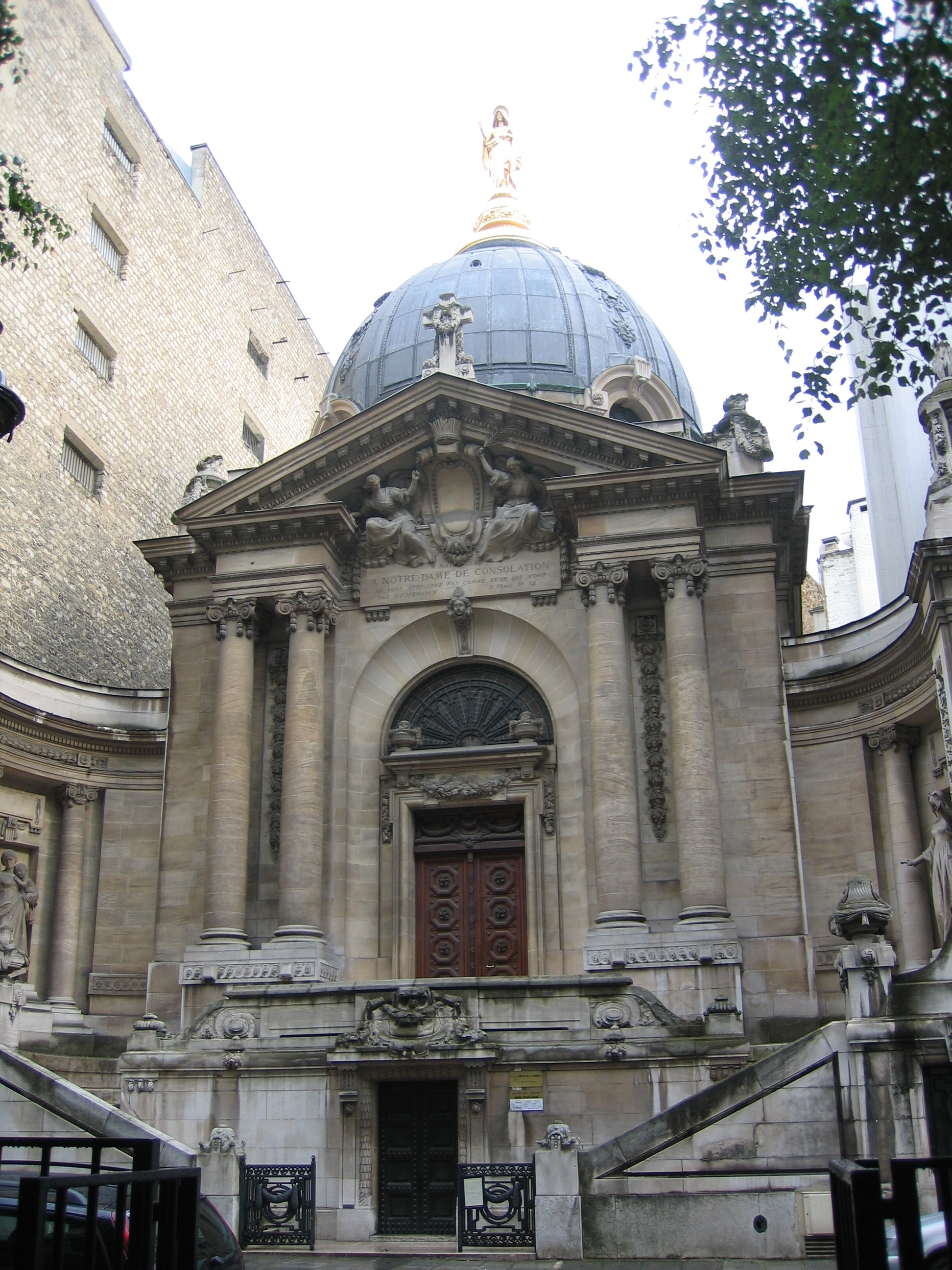
パリのノートル・ダム・ド・コンソラシオン

償いのチャペル、ノートル・ダム・ド・コンソラシオン（Notre-Dame de Consolation、直訳すると慰めの聖母礼拝堂）が火災時にバザールが行われていた場所に建設された。このチャペルは火災の犠牲者にささげられており、パリのイタリアのカトリック共同体にも役立っている。